# El bigote de Dalí
El bigote de Dalí es un libro de humor absurdo del artista surrealista Salvador Dalí (1904–1989) y su amigo, el fotógrafo Philippe Halsman (1906–1979). La primera edición se publicó en octubre de 1954 en Nueva York; Le siguieron ediciones en francés, ligeramente modificadas en las décadas de 1980 y 1990.
El libro se subtitula "Una entrevista fotográfica". En una página se dirige una breve pregunta a Dalí, que el artista responde al pie de la página siguiente. Una fotografía adicional en blanco y negro correspondiente de Halsman –retratos absurdos, irónicos o autoirónicos de Dalí con usos muy diferentes de su bigote icónico- complementa la respuesta, generalmente desde un prisma absurdo.

## Historia
Halsman vivió y trabajó desde 1940 -y hasta su muerte- en Estados Unidos. En 1941 conoció a Dalí en Nueva York, quien, tras visitas anteriores a los Estados Unidos, permaneció allí con Gala desde 1940 hasta 1948 trabajando como escritor y pintor. Halsman y Dalí se hicieron amigos y lo siguieron siendo por el resto de sus vidas.
La idea del libro surgió de Richard "Dick" Simon, uno de los fundadores de Simon & Schuster, cuando Halsman le mostró fotografías de Dalí, que estaban destinadas a la revista Life. Ya cinco años antes, Simon le había propuesto a Halsman que hiciera un libro sobre el actor francés Fernandel, y The Frenchman: A Photographic Interview with Fernandel  se había vendido muy bien.
Halsman le sugirió el proyecto a Dalí con el comentario de que hay muchos libros sobre artistas, pero que nunca antes -y eso sería un homenaje muy especial- se había hecho un libro entero a "un detalle del artista". A Dalí le gustó esta idea. A lo largo de varios meses, se desarrolló un proyecto de cooperación en el que ambos artistas aportaron ideas y las pusieron en práctica juntos.
La primera edición de El bigote de Dalí fue publicada en octubre de 1954 por Simon & Schuster, Nueva York, completamente en inglés. Halsman había traducido el peculiar francés del catalán Dalí en el prefacio. La parte trasera del libro muestra un "¡Advertencia! Este libro es absurdo".
Se realizaron cambios en las siguientes ediciones, que se publicaron en Francia en las décadas de 1980 y 1990: aunque se mantuvo el título original, el subtítulo, las preguntas y respuestas se tradujeron al francés y la advertencia en el reverso se reemplazó con "¡Atención! Libro absurdo". La fotografía de Mona Lisa con monedas fue sustituida por la original con billetes de dólar y el editor francés añadió una "Note de l'éditeur" en la que se dan detalles sobre las técnicas fotográficas (D'interet seulement pour les photographes).

## Contenido

### Dedicatoria
Ambos artistas dedicaron el libro a sus cónyuges (Dalí y Gala (Elena Ivanovna Diakonova) se casaron en 1934, Halsman e Yvonne Moser en 1936).

"A Gala que es el ángel de la guarda de mi bigote también.
Salvador Dalí, en francés: À Gala qui est aussi l'ange gardien de ma moustache.

"A Yvonne por quien me afeito todos los días.
Philippe Halsman, en francés: À Yvonne pour qui je me rase tous les jours.

### Prefacio (Salvador Dalí)
En la primera parte del prefacio, Dalí explica en primera persona su desarrollo desde la infancia hasta su "primera campaña americana". Una foto en blanco y negro de Dalí sosteniendo un ejemplar de la revista Time del 14 de diciembre de 1936 se muestra con la declaración de que apareció en ese momento con "el bigote más pequeño del mundo", que pronto "como el poder de mi imaginación, siguió creciendo".
En la segunda parte -el bigote ya se ha convertido en una parte importante del artista- Dalí cambia el punto de vista narrativo y escribe sobre Dalí en tercera persona. Menciona a Dalila, que también sabía del poder del cabello y hace una referencia a "Laporte", el "inventor" de la Magia naturalis, que consideraba al vello facial como antenas sensibles, que podían captar inspiraciones creativas. A través de Platón y Leonardo da Vinci y su "gloria del vello facial", Dalí llega al siglo XX, "en el que iba a ocurrir el fenómeno peludo más sensacional: el del bigote de Salvador Dalí".

### Entrevista fotográfica
El bigote de Dalí contiene 28 fotografías en blanco y negro, en su mayoría retratos de Dalí con diferentes usos de su icónico bigote.
En la página que precede a cada fotografía –el lector aún no puede verla– se dirige a Dalí una breve pregunta sobre su personalidad o sus acciones, que se responde en la página siguiente debajo de la fotografía. Estas respuestas son en su mayoría cortas y ocasionalmente crípticas; algunas de ellas parecen tener sentido, otras son completamente absurdas, y en un caso Dalí no responde en absoluto. El impacto visual de las fotografías de Halsman añade un significado adicional a las palabras de Dalí.
Cuatro de las fotografías son alusiones al placer de Dalí por el éxito financiero, una de ellas abiertamente con billetes de dólar, otra con monedas estadounidenses. Alrededor de 1940, André Breton acuñó el apodo despectivo de "Avida Dollars", un anagrama de "Salvador Dalí", que podría traducirse más o menos como "ávido de dólares". Dalí nunca ocultó sus intenciones económicas. En el libro muestra autoironía en una fotografía, mostrándolo sonriente y su bigote en forma de S imitando el signo del dólar.
Otra foto muestra a la Mona Lisa con el rostro de Dalí y un billete original de 10,000 dólares en cada una de sus fuertes manos. En cierto modo, se trata de una reinterpretación del conocido ejemplo de arte encontrado L.H.O.O.Q. del pintor franco-estadounidense Marcel Duchamp de la época del dadaísmo, que muestra el mundialmente famoso cuadro de la Mona Lisa con bigote y perilla. Por otro lado, Dalí, identificado por su característico bigote, se personifica así como el nuevo ícono en lugar del (antiguo) "icono del arte La Gioconda".
La última foto es un buen ejemplo de las intenciones de Halsman y Dalí y también involucra al lector.
Pregunta: "Tengo la sensación de haber descubierto tu secreto, Salvador. ¿Será que estás loco?" 
Respuesta:  "Ciertamente estoy más cuerdo que la persona que compró este libro".
Encima de esta respuesta, se muestra la fotografía de Halsman "Dalí, más cuerdo que la persona que compró este libro" .

### Posfacio (Philippe Halsman)
Además de la historia editorial, Halsman habla en el posfacio de manera anecdótica sobre los desafíos que surgieron durante el trabajo con las fotografías: La fotografía nº 15 está inspirada en el cuadro de Dalí La persistencia de la memoria. Muestra el rostro de Dalí en el reloj de bolsillo que se derrite suavemente. Desde el punto de vista técnico, esta foto fue la más exigente de la serie y requirió más de cien horas de trabajo. Más tarde, esta fotografía fue tomada para la fotografía de un cuadro, que "no lo es". La fotografía nº 18 muestra una mosca y miel en el bigote de Dalí. Con el paso del tiempo surgió un problema insuperable: ¿Dónde se puede encontrar una mosca en un frío invierno en Nueva York? La fotografía nº 21 muestra a Dalí, asomándose con un ojo por un agujero en una loncha de queso, mientras las puntas de su bigote asoman por dos agujeros adicionales. La loncha de queso Gruyère estaba grasosa, los agujeros eran demasiado pequeños, los asistentes tenían que sujetar las puntas del bigote de Dalí y, en consecuencia, el artista perdió algo de vello durante el proceso.
Se tomaron más fotografías de las que finalmente aparecieron en el libro. Según sus relatos, incluso los hijos de Halsman fueron presa de la "bigotemanía" e hicieron sus propias sugerencias.
Al final del posfacio (en la edición francesa), Halsman recuerda una conversación con una joven actriz, quien le hizo preguntas sobre Dalí, el surrealismo y el significado del bigote, cuyas imágenes había visto en la edición inglesa. Halsman le explicó que el bigote de Dalí es un símbolo y envía el mensaje de que cada uno a su manera debe creerse diferente, único e insustituible – ante lo cual la joven exclamó: "¡Un bigote con mensaje! ¿Cómo se puede ser tan absurdo?" Halsman le habría respondido: "¿De verdad crees eso, o solo quieres halagarme?"

### Del "bigote más pequeño del mundo" a "marca registrada"

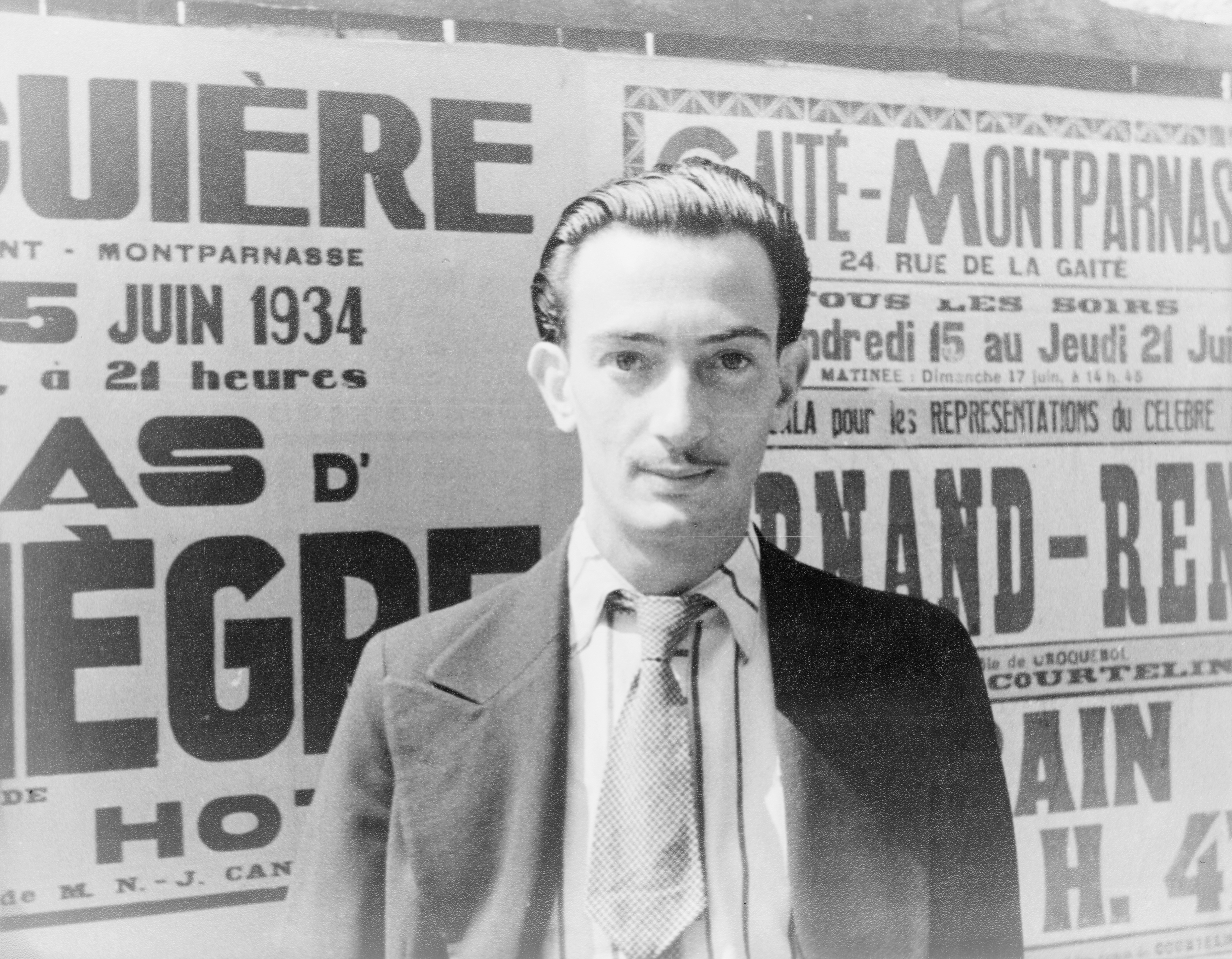
Salvador Dalí en 1934.

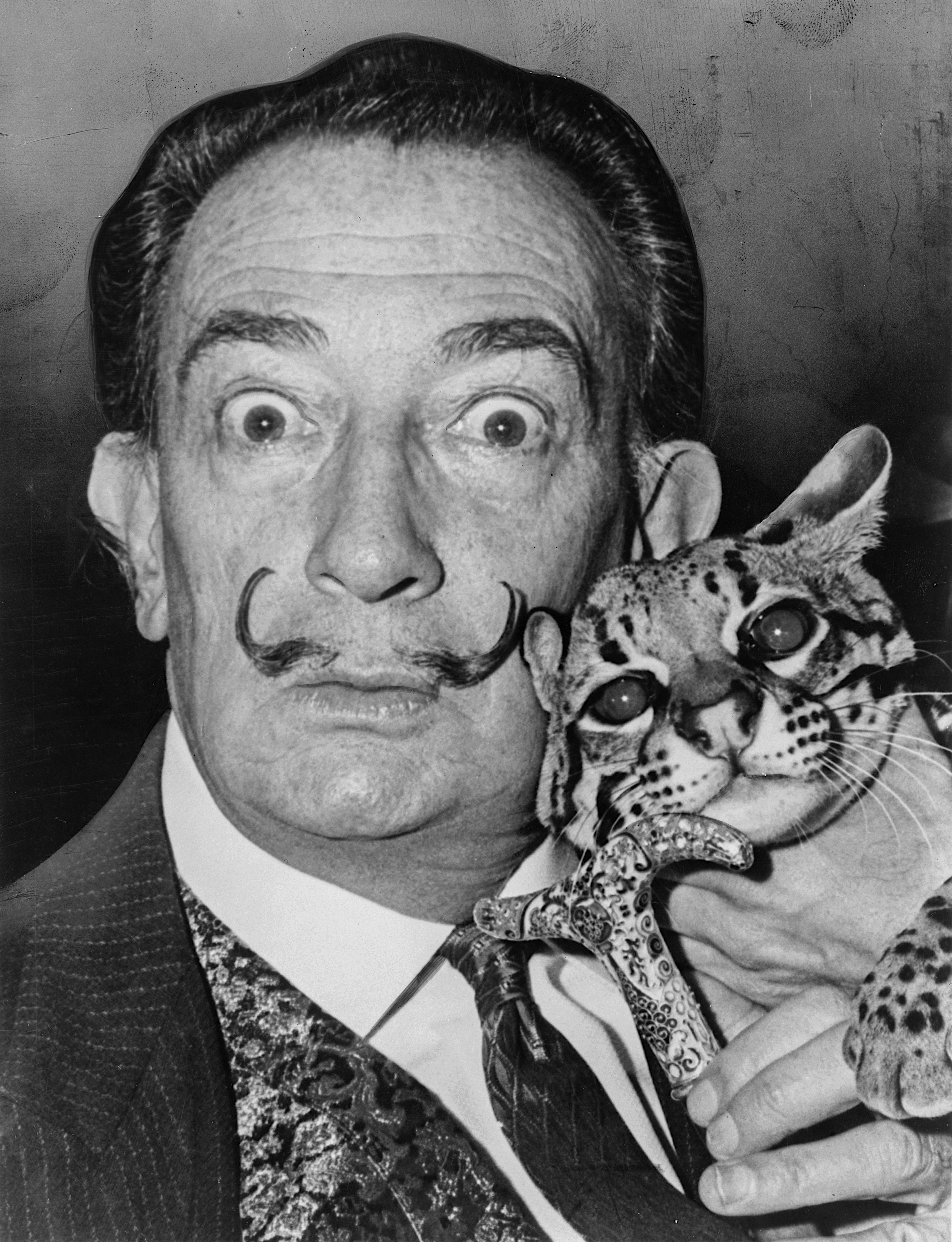
Salvador Dalí con su ocelote mascota, Babou en 1965.

### Precedentes inspiradores

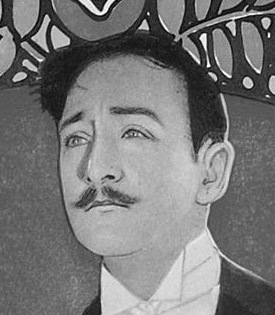
Adolphe Menjou (1923).
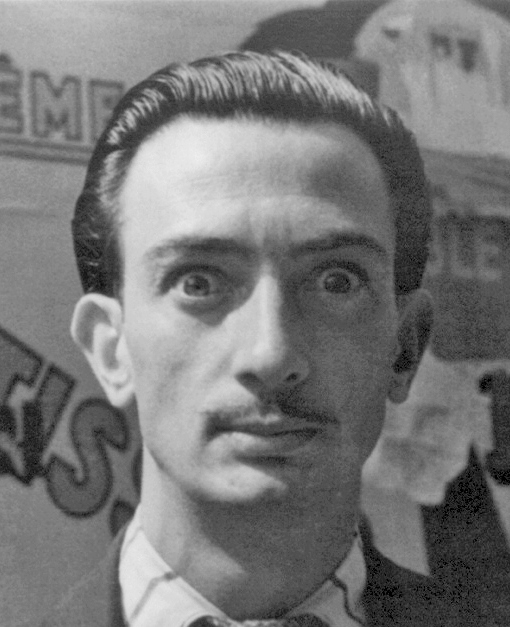
Salvador Dalí (1934).
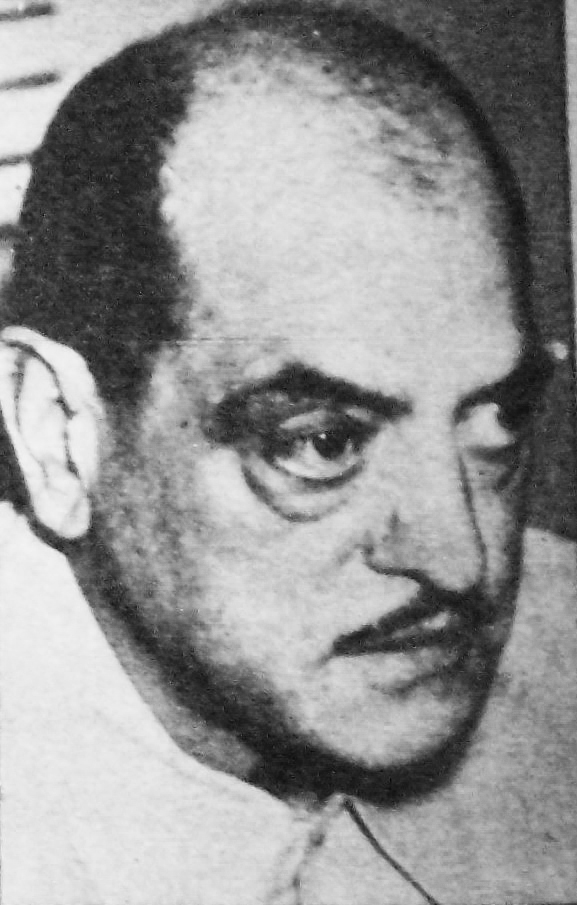
Luis Buñuel (1968).
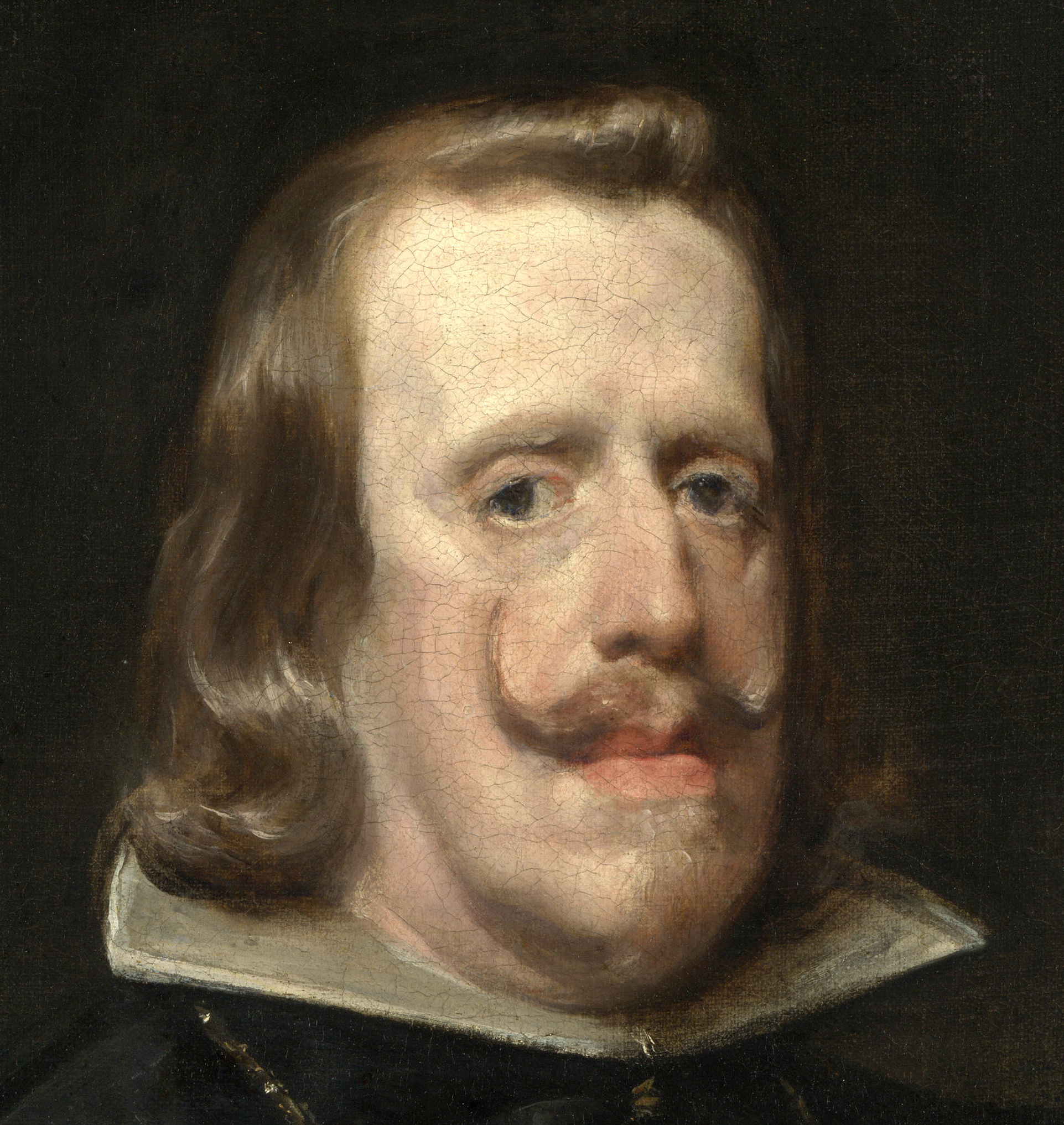
Felipe IV (1605-1665).
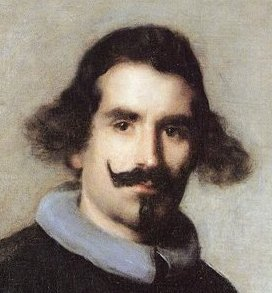
Diego Velázquez (1599-1660).
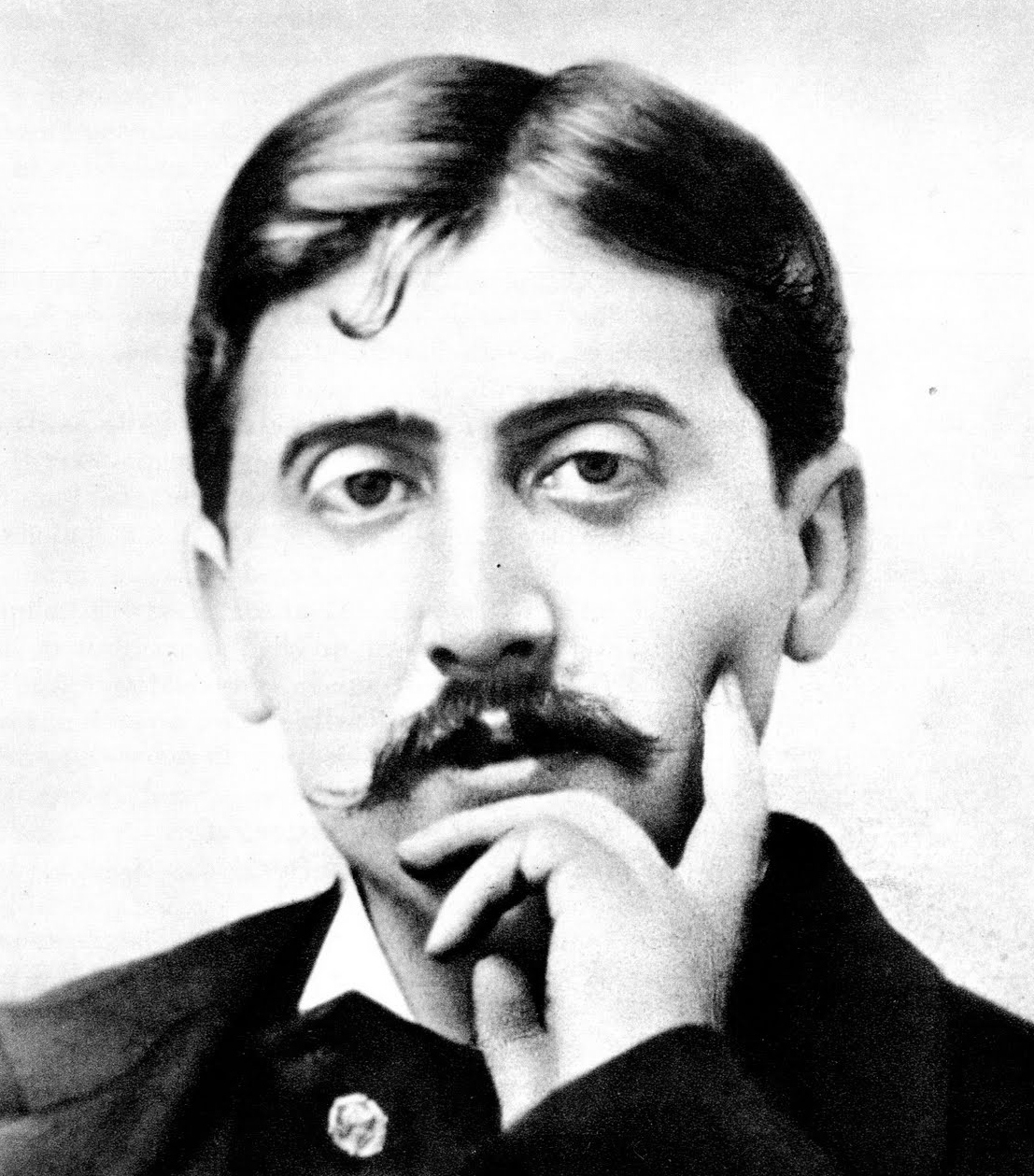
Marcel Proust (1871-1922).